# 2015年5月

## 5月1日
- 2015年米兰世界博览会开幕当日，数万名示威者走上街头抵制世博会，示威最终转变为暴力冲突[1]。
- 巴布亚新几内亚东新不列颠省发生矩震级7.1级地震，有可能引发海啸[2]。

## 5月2日
- 英國凱特王妃產下一名女嬰[3]，5月4日肯辛頓宮宣佈該女嬰被命名為「夏綠蒂·伊莉莎白·戴安娜」[4]。

## 5月3日
- 美國德州加蘭的柯蒂斯展演中心（英语：Curtis Culwell Center）會場外發生了槍擊案，當時正在舉辦描繪先知穆罕默德的漫畫比賽。兩名疑似支持伊斯蘭國的槍手封鎖了會場，但槍手最後被SWAT擊斃[5]。

## 5月4日
- 前惠普公司首席执行官卡莉·費奧麗娜女士宣布，她將尋求美國共和黨提名，角逐2016年美國總統選舉[6]。
- 北約在北海海域舉行有史以來規模最大的反潛軍事演習，也是首次邀請非成員國瑞典參加，共有11個會員國參演。近來北歐各國與俄羅斯的關係，因烏克蘭的一部份被俄羅斯吞併，正陷入緊張狀態[7]。
- 美國五角大廈發言人證實，在與倫敦會談後，美國海軍開始在霍爾木茲海峽護航掛著英國國旗的商船。4月28日，一艘馬紹爾群島籍的貨輪，被伊朗革命卫队的巡邏艇扣留，不過伊朗官員堅稱此舉與葉門戰事無關[8]。
- 印度總理纳伦德拉·莫迪在新浪微博創設了一個帳號。新浪微博是在中國大陸相當活躍的社交網站之一，相當於在台灣或歐美常用的Twitter，而莫迪也在自己的Twitter證實此事[9]。
- 中國國民黨主席朱立倫與中國共產黨中央委員會總書記習近平在北京人民大會堂進行會晤[10]。

## 5月7日
- 2015年英國大選進行投票，保守党获得多数议席，赢得选举。[11][12]
- 在與美國國務卿约翰·克里會晤後，沙特阿拉伯外交部長Adel al-Jubeir宣布，在人道主義考量下，對葉門的軍事行動將停火五天，但前提是胡塞武装组织與其盟友必須先停火才行[13]。
- 據德國媒體報導，德國聯邦情報局（BND）已經停止與美國國安局（NSA）的互联网审查合作計畫。先前，媒體揭露了BND欺瞞德國議會，並濫用了該國的監聽站，以協助美國監控法國與歐盟的政治人物[14]。
- 菲律賓軍方稱，中華人民共和國在過去三個月內，曾至少有六次對飛臨南中國海的該國軍機發出警告，認為是中國在對劃設南海防空識別區（South China Sea Air Defense Identification Zone）進行投石問路；不過中方外交部發言人已駁斥了菲律賓的說法[15]。
- 法国航空事故调查处公布了德国之翼航空9525号班机空难的初步調查報告，正式報告將在一年後公布[16]。
- 法國法院批准將一件竊聽前總統尼古拉·萨科齐的錄音資料作為證據，用以審理其任內的非法政治獻金案[17]。
- 中華人民共和國外交部發言人指責美國干預中國司法。在5月6日，美國國務院發表了一項聲明，呼籲釋放浦志強。浦是一位维权律师，當日為浦被關押的一周年[18]。

## 5月8日
- 一架巴基斯坦軍用直升機於吉尔吉特-巴尔蒂斯坦墜毀，包括挪威駐巴基斯坦大使Leif H. Larsen與菲律賓駐巴基斯坦大使Domingo D. Lucenario Jr在內的6名成員死亡[19]。
- 美國國防部發表了2015年度中華人民共和國軍力報告。文中稱，中國的軍事準備重點已由台灣海峽逐漸轉往東海與南海，並首次將中國在南海大規模的填海建造人工島嶼等建設列為專題報告[20][21]。
- 布吉納法索和尼日尔兩國已同意執行国际法院於2013年4月作出的裁決，交換兩國合計共18個城鎮的領土，以解決長年來的邊界爭議。根據裁決，布吉納法索獲得786平方公里，而尼日尔獲得277平方公里的領土。受影響地區的人民將有5年時間可以選擇自己未來的國籍[22]。
- 伊拉克迪亞拉省卡利斯鎮（英语：Al Khalis）發生重大劫獄事件，致50名囚犯與12名警察死亡，至少40名囚犯逃脫[23]。

## 5月9日
- 俄罗斯联邦在首都莫斯科红场举行阅兵式，纪念卫国战争胜利70周年。[24]
- 北韓聲稱，成功完成了首次的弹道导弹潜艇在水下的导弹发射试验[25][26]。
- 西班牙当局证实，一架空中巴士A400M军用飞机在塞維亞機場附近坠毁，至少有3人在事件中丧生[27]。
- 馬其頓库马诺沃市镇库马诺沃市發生了槍擊案（英语：2015 Kumanovo shootings）。約七十名武裝分子企圖攻佔當地政府機構，因而與警方交火，致警方至少5人死亡30人傷[28]。

## 5月10日
- 2015年波蘭總統大選今日投票，預估10位候選人皆無法獲得過半數選票，可能須在5月24日進行第二輪選舉[29]。

## 5月11日
- 超强台风红霞吹袭菲律宾，造成两人触电身亡。目前台风正飘往日本[30]。

## 5月12日
- 尼泊爾首都加德滿都以東約80公里今日發生里氏7.3級地震，至少24人死亡。[31]
- 印度银行家昆达普尔·瓦曼·卡马特被任命为金砖银行首任行长。[32]

## 5月13日
- 伊拉克政府聲稱，伊斯蘭國的第二號人物Abu Ala al-Afri已在空襲中喪生[33]。
- 韓國媒體報導稱，朝鮮人民武裝力量部部長玄永哲次帥被勞動黨第一書記金正恩下令使用高射炮處決[34]。
- 菲律賓首都區巴倫蘇埃拉市的一家製鞋廠發生火災（英语：Kentex slipper factory fire），至少72人死[35]。

## 5月14日
- 波羅的海國家正式聯名向北約提出請求，希望後者的會員國各派駐至少一個營的兵力至當地，最終配置成為一個旅級的永久駐軍單位，以協助前者防備可能來自俄羅斯的軍事攻擊，不過北約對此則稱仍在評估中[36]。
- 英國國防部證實，英國皇家空軍的颱風戰鬥機在今日曾緊急起飛，攔截企圖侵入領空的俄羅斯Tu-95熊式遠程轟炸機[37]。
- 伊斯蘭國軍隊已攻下伊拉克安巴尔省首府拉馬迪市[38]。
- 布隆迪总统恩库伦齐扎返回布隆迪首都，5月13日发动的布隆迪政变失败。[39]

## 5月15日
- 儘管處於與停戰期中，但葉門內戰仍持續進行。胡塞武裝組織和親政府的民兵今日交火，致至少10人死亡，阿卜杜拉布·曼苏尔·哈迪的政府實質處於流亡狀態，在國內已無指揮權[40]。
- 維權律師浦志強今日正式被北京市人民检察院第二分院提起公訴[41]。
- 美國海軍官網發布新聞稿，稱自由级濒海战斗舰沃思堡號（英语：USS Fort Worth (LCS-3)）已完成在南中國海水域，為期一周的巡邏任務。美方預計在2016年底前，部署4個濒海战斗舰編隊在印度洋-太平洋海域，以進行輪訓與常態巡弋[42][43]。
- 哥倫比亞卡爾達斯省里奧蘇西奧市發生礦難。洪水滲入一座非法礦坑，已知6人死亡，15人被困[44]。
- 2013年波士頓馬拉松爆炸案主犯喬卡·沙尼耶夫被美國陪審團判死刑。[45]
- 俄罗斯质子-M运载火箭搭载墨西哥通讯卫星MexSat-1发射失败。[46]
- 美國國防部發布新聞稿，稱15日晚至16日間，三角洲部隊在敘利亞東部的一次行動中，擊斃了伊斯蘭國的指揮官阿布沙耶夫（Abu Sayyaf），並擒獲了他的妻子烏姆（Umm Sayyaf）[47][48]。

## 5月16日
- 尼泊爾加德滿都以東76公里附近再發生芮氏規模5.7級地震[49]。
- 蒲隆地當局將18名涉嫌參與政變的人告上法庭[50]。
- 埃及前总统穆罕默德·穆尔西与100多名被告因2011年的“越狱事件”被埃及法院判处死刑。[51]

## 5月17日
- 阿富汗喀布尔国际机场附近發生自殺式汽車炸彈攻擊事件，造成至少3人死亡，16人受傷[52]。
- 蒲隆地總統皮埃爾·恩庫倫齊扎在上周的未遂政變後首次公開露面。其親信稱，因受到政變影響，本次總統大選時程可能後延[53]。
- 美国国务卿约翰·克里在北京與中国国家主席习近平會談，雙方對南中國海問題各自表述[54]。
- 超過2萬人在馬其頓共和國首都斯科普里聚集，進行示威抗議（英语：2015 Macedonian protests），要求總理尼古拉·格鲁埃夫斯基下台。該國在上周剛爆發致18人死亡的槍擊案（英语：2015 Kumanovo shootings）[55]。
- 在2015年蘇迪曼盃的决赛中，中国国家羽毛球队以总场数3比0击败日本國家羽毛球隊，第十次夺得蘇迪曼盃冠軍，并成为首支六連冠的队伍[56][57]。
- 日本大阪市長橋下徹因大阪府及大阪市合併議案在公投中被市民否決，宣佈不再尋求連任。退出政界。[58]
- 伊斯蘭國攻下安巴爾省省會拉馬迪市以西的一處伊拉克陸軍基地，政府軍已撤退[59]。
- 美国德克薩斯州韋科的一家双峰连锁餐厅发生枪击案，9人死亡，18人受伤。[60]
- 约3.5万日本民众在冲绳县那霸市集会反对在名護市边野古修建美军基地。[61]
- 为期五天的停火到期，以沙特阿拉伯为首的阿拉伯联军恢复对也门的空袭。[62]
- 2015年丹大衛獎（英语：Dan David Prize）得獎者，維基百科創辦人之一的吉米·威爾斯在以色列受訪時稱，希望維基百科可以成為社會改革推動者的工具，他認為維基百科在中華人民共和國與俄羅斯的發展受到最大障礙[63]；其後他在《國土報》的一篇專欄中，又提到了暴虐政權（oppressive regimes）正在網際網路上與公民們進行信息戰[64][65]。

## 5月18日
- 10名中國公民被迦納當局指控非法採礦與擁有槍枝，警方在他們的住處搜出9把槍枝與大量彈藥[66]。
- 2名俄羅斯士兵在烏克蘭受傷被捕，烏克蘭表示將以進行恐怖活動罪名起訴此二人。此前俄羅斯一直否認有直接軍事介入烏克蘭的武裝衝突[67]。
- 1973年遭到性侵並昏迷42年的印度護士阿茹娜·仙苞格（英语：Aruna Shanbaug case）（Aruna Shanbaug）今日因肺炎過世[68]。
- 哥倫比亞安蒂奥基亚省薩爾加因連日暴雨造成山崩事故，至少48人死[69]。

## 5月19日
- 泰國前總理英樂·欽那瓦今日出庭受審[70]。
- 美國司法部發布新聞稿，起訴六名中國公民：Hao Zhang、Wei Pang、Jinping Chen、Huisui Zhang (Huisui)、Chong Zhou、Zhao Gang，理由為此六人在美國期間，為中國政府進行間諜行為[71]。
- 阿富汗司法部（英语：Ministry of Justice (Afghanistan)）大樓外停車場發生自殺式汽車炸彈攻擊事件，至少5人死數十人傷[72]。
- 阿塞拜疆首都巴库發生公寓火災，致16人死50人傷[73]。
- 伊拉克政府軍和各部落民兵聯手包圍拉马迪周邊。先前的戰事中，政府軍被伊斯蘭國擊敗而撤退[74]。
- 中文維基百科在中國遭到無預警的全面屏蔽。維基媒體基金會的發言人稱，他們正在調查原因，基金會反對任何形式對維基百科的審查制度。《福布斯》雜誌認為，可能與1989年的六四事件即將迎來26周年有關，所以中國政府預先做了如此措施[75]。

## 5月20日
- 伊斯蘭國軍隊攻下了敘利亞的古城巴尔米拉三分之一城區，敘利亞國防軍已開始疏散平民[76]。
- 聯合國宣布，將在5月28日，於日內瓦舉行邀集各方的葉門和平談判[77]。
- 印尼與馬來西亞宣布，將允許來自緬甸與孟加拉國的罗兴亚人穆斯林「暫時上岸」，這群人數達數千人的難民已在海上漂流一段時日[78]。
- 中国人民解放军海军對在南中國海的美國海軍偵察機發出了8次警告[79]。

## 5月21日
- 伊斯蘭國正式攻下敘利亞古城巴尔米拉，至此敘利亞14個省當中的9個省已經落入伊斯蘭國手中[80]。
- 南韓第3例中東呼吸綜合症（Middle East Respiratory Syndrome，MERS，又稱為新SARS）確診[81]。
- 沙烏地阿拉伯領導的聯軍在今日的砲擊中，不幸誤擊葉門北部的一處國際人道主義救援辦公室，5名難民被炸死，10人受傷[82]。
- 美國繼續對中國在南中國海大規模填海造島提出抨擊。美國副國務卿安东尼·布林肯在雅加達的一場講話中，稱中國正在創造大國以大欺小的惡例，並破壞該區域的自由與穩定，甚至可能引發衝突。不過中國外交部很快予以駁斥，發言人洪磊稱美方的說法毫無根據[83]。
- 天龙号太空船完成任務，返回地球，降落於加州外海[84]。

## 5月22日
- 沙烏地阿拉伯東部省蓋提夫市的一座清真寺發生自殺炸彈攻擊事件，造成20人死50多人傷[85][86]。
- 荷蘭政府宣布出售國有的荷兰银行，該銀行因2007年–2008年環球金融危機而被接管至今[87]。
- 愛爾蘭舉行贊成同性婚姻的公民投票，若通過將成為全世界首個以公投方式承認同性戀得合法結婚的國家[88]。
- 中國與美國繼續就中國在南中國海造人工島一事隔空互嗆。中國外交部發言人洪磊痛批美軍的作法不負責任且危險；而美國國務院則回應稱不曉得中國有什麼憑據對美國軍機提出警告；五角大廈的發言人則稱美軍不排除下一步進入人工島的12海浬範圍[89]。

## 5月23日
- 第60屆歐洲歌唱大賽今日進行決賽，於奧地利維也納時間晚上9時舉行[90]。
- 中國連續一周的暴雨導致南方多個省份遭受洪災，已知至少57人死，13人失蹤[91]。
- 印度的特伦甘纳邦與安得拉邦近3日高溫飆升至攝氏47度，致超過200人死亡[92]。
- 一名在日本留學的中國籍25歲男子徐海培，因不滿南韓籍女友提出分手，持刀砍殺女友全家，致女友父親死亡，女友、女友母親，以及前來制服嫌犯的女警均被砍傷[93]。
- 秘魯總統奥良塔·乌马拉宣佈阿雷基帕省進入60天的戒嚴狀態。因為當地居民抗議政府核准了南方銅業公司（英语：Southern Copper Corporation）在添萬利銅礦（Tia Maria mine）的開採計畫已逐漸轉為暴力衝突，致一名警察與3名示威者死亡[94]。
- 因2012年時白人警察Michael Brelo執法時開槍射殺一對非裔美國人情侶案於5月23日獲判無罪，美國克里夫蘭街頭再度爆發示威抗議引致暴動，已有超過20人被警方逮捕[95]。
- 班·史提勒之母，1960年代美國知名喜劇演員安妮·米拉（英语：Anne Meara）過世，年85歲[96]。

## 5月24日
- 2015年埃塞俄比亞國會選舉進行投票。[97]
- 敘利亞國家電視台稱，伊斯蘭國在攻佔巴爾米拉後展開屠殺，至少有400名平民橫屍街頭，其中大多是婦女與兒童[98]。
- 伊拉克政府軍、親政府的遜尼派戰士、什葉派民兵合力反攻伊斯蘭國，已拿下拉馬迪以東10公里處的Husaiba AL-Sharqiya鎮[99]。
- 一群國際女權運動家與葛罗莉亚·斯坦能以搭乘巴士的方式，由北韓穿越朝韩非军事区至南韓[100]。
- 馬來西亞玻璃市州發現多個疑似埋葬羅興亞人難民的亂葬崗[101]。
- 一個與神學士有關的組織公佈了一段影片。影片中的主角是一名中國遊客，疑似是去年5月19日被綁架的湖北省人洪旭東(Hong Xudong，音譯)。他批評巴基斯坦政府沒有積極營救他，並要求中國政府交付贖金，否則他會被殺[102][103][104]。
- 第68届戛纳电影节闭幕，法国电影《流浪的迪潘》荣获金棕榈奖[105]。

## 5月25日
- 以色列前總理埃胡德·奥尔默特因貪汙罪獲刑8個月[106]。
- 2015年波蘭總統大選第二輪投票結束，由反對黨候選人安杰伊·杜达當選為下任波蘭總統[107]。
- 中國正式就美軍偵察機飛臨南海人工島一事向美國提出外交抗議[108]。
- 菲律賓國防部長伏尔泰·加斯明稱，他將在周三（28日）赴夏威夷會見美國國防部長，以尋求美國在南中國海「更強力的」軍事援助，包括二手的飛機、軍艦與沿岸雷達系統，因為菲律賓正在受到中國的壓迫；他也將在下周赴東京，與日本討論將軍事裝備轉移給菲律賓的相關事宜[109]。
- 印度熱浪災情擴大至430人死，官員稱，死亡人數可能還要再增加[110]。
- 印度國立腦科研究中心（英语：National Brain Research Centre）研究人員發現，藉由標記穀胱甘肽，可以用來診斷患者有無罹患阿茲海默症。以後只要使用核磁共振成像來評估患者穀胱甘肽的多寡，不需再採用侵入式切片來診斷[111]。
- 美國德州州長格雷格·阿伯特宣布，因遭受龍捲風、豪雨、大雷雨和洪水，州內的24個郡進入災難狀態[112]。

## 5月26日
- 中國不理會美國與菲律賓呼籲，今日在南中國海爭議水域舉行兩座燈塔的奠基儀式[113]。
- 日本自衛隊將在7月初首次加入向來只有美國與澳大利亞參加的護身軍刀演習（英语：Exercise Talisman Saber）[114]。
- 美國第3大有線電視業者查特通訊（英语：Charter Communications）宣布收購第2大的時代華納有線電視（英语：Time Warner Cable）[115]。
- 香港學生領袖黃之鋒遭到馬來西亞以國家安全為由原機遣返[116]。
- 俄羅斯向法國購買的西北風級兩棲突擊艦，由於俄羅斯吞併克里米亞與介入烏克蘭東部問題，導致法方迄今仍未交艦，俄羅斯已決定解約並支付違約金，法國將把艦艇轉賣中國[117]。
- 馬達加斯加總統埃里·拉乔纳里马曼皮亚尼纳被國會罷免，失去總統職務，馬達加斯加憲法法庭將判決此項決議是否合法[118]。
- 中國河南省平頂山市的一所名叫康乐园的老人公寓發生火災，致38人死6人傷，包括負責人在內的12名工作人員已被拘留[119]。

## 5月27日
- 太空探索科技公司獲得美國空軍認可，將可發射軍用衛星[120]。
- 2015年FIFA收賄案：國際足球總會（FIFA）的6名高幹，因涉嫌將2018年世界盃與2022年世界盃的主辦權交給俄羅斯與卡達，涉及洗錢與詐欺，在蘇黎世被瑞士警方逮捕[121]。
- 日本、美國、南韓的特使，在首爾就北韓核問題舉行會談[122]。
- 沙烏地阿拉伯領導的聯軍今日在葉門的空襲中，炸死了至少80人，其中大多數是平民，這是自沙國開始正式軍事干預葉門內戰以來，單日死亡人數最多的一天[123]。
- 中國廣東省過去一周發生了多起罷工事件，多人被當地警方以擾亂社會秩序為由逮捕。總部設在香港的中國勞工通訊稱，2014年在中國至少已發生1379起勞工抗議，是過去3年的三倍[124]。
- 美國證券交易委員會開始反貪調查35名中國高官與摩根大通集團往來紀錄，而名單排名第一者為王岐山。不過根據報導，美方的傳票內容並不是指調查名單上的官員本人，而是其在美親友[125]。

## 5月28日
- 科學家在埃塞俄比亚西北部發現新的古人類。這個被命名為南方古猿近親種(Australopithecus deyiremeda)的原始人推估距今340萬年，與發現露西的位置相近，都位於阿法尔州，至此已可推翻露西是人類共同母親的說法[126]。
- 美國國防部長阿什顿·卡特周五將抵達新加坡參與香格里拉對話。一位不願透露姓名的美方官員稱，預料將就中國在南海建人工島一事發表強硬立場。美國希望亞洲各國共同支持美國對中國的呼籲，美方估計中國已在南中國海爭議水域建立超過1500英畝的新土地，或5個新前哨基地[127]。
- 流亡巴黎的伊朗反抗力量全國議會聲稱，北韓與伊朗早在今年四月時，已秘密進行核彈與導彈發展計畫的合作[128]。
- 世界衛生組織（WHO）稱，在沙烏地阿拉伯領導的聯軍介入葉門內戰的3月19日至5月22日期間，統計已造成1942人死亡，7872人受傷[129]。
- 南韓緊急通報，一名疑似中東呼吸症候群冠狀病毒感染症（MERS，或稱新SARS）的患者，已經過境香港，入境廣東，目前根據中國官方說法，此男子已被留置於當地一家醫院隔離[130]。
- 俄羅斯總統普丁指責美國干預FIFA內部事務，他認為美國起訴FIFA官員，是意圖阻礙俄羅斯舉辦2018年世界盃足球賽的陰謀[131]。

## 5月29日
- 美國繼續就中國在南海造人工島一事提出新報告。美國參議員約翰·麥凱恩稱，根據美國國防部的偵察資料，中國已在人工島上部署了至少兩門可移動的火炮，先前中方一直聲稱興建這些人工島礁都是用於民航[132]。
- 俄羅斯聲稱，兩名受傷被烏克蘭逮捕的俄羅斯公民Alexander Alexandrov（28歲）和Yevgeny Yerofeyev（30歲）是「前士兵」，而非現役軍人，所以不符合戰俘條款。俄方並稱，此二人是自願加入烏克蘭叛軍的行列中，俄羅斯並沒有指使這兩人殺害烏克蘭軍人。但此二人供稱是俄羅斯特種部隊成員，兩人稱，2015年3月26日，共有200俄羅斯人奉命潛入烏克蘭進行間諜工作，而他們被分配到一個14人的特別任務小組之中[133]。
- 蒲隆地首都布琼布拉一日內發生兩起爆炸案，但都沒有人傷亡。而抗議活動仍在持續中，政府稱這些反對總統的人為暴動分子，當地的緊張局勢已臨近衝突邊緣[134]。
- 因洪災導致紅河氾濫，阿肯色州宣布關閉鄰近德克薩斯州的兩條公路[135]。
- 沙烏地阿拉伯東部的一座什葉派清真寺再發生一起爆炸案，已知4人死亡[136]。
- 古巴正式被美國移出支持恐怖主义的国家的黑名單[137]。
- 治療失憶症的醫學研究有了突破性進展。日本學者利根川進在一項腦科學總合研究所（日语：脳科学総合研究センター）與麻省理工學院的合作計劃中，發現了使用光遺傳學技術，可以修復受損的記憶痕跡。此項實驗已在老鼠身上獲得成功[138]。
- 塞普·布拉特當選FIFA主席，繼續他的第5屆任期[139]。
- 一名俄羅斯女記者Lyudmila Savchuk向圣彼得堡法院提交訴狀。她指控前雇主「troll factory」公司在無任何預告下解雇她。她在訴狀中說，她每天工作12小時，月薪41000盧布（約778美金），專門負責上網張貼宣揚普丁政府好話的帖子，或在網上發帖引導政治評論往支持普丁的方向，她是這個網站的臨時工，而這個網站又與一群叫做「網上研究」的計畫網站串連，但卻登記為建築公司[140]。

## 5月30日
- 在哈萨克斯坦的極危物種高鼻羚羊，於近兩週內突然不明原因的大量死亡，科學家正在查明死因，目前傾向是因細菌感染引發的傳染病[141]。
- 敘利亞政府軍的直升機使用桶裝炸彈，在阿勒颇省的巴卜和首府阿勒颇實行轟炸，造成至少45人死數十人傷，另有18人失蹤。巴卜和阿勒颇目前都已落入伊斯蘭國手中，而巴卜的死亡人數可能會再增加[142]。
- 日本小笠原群島的父島西北西189公里處，於UTC+8時間19時23分發生7.8級地震，無海嘯警報[143]。
- 危地马拉首都瓜地馬拉市聚集大批示威者，要求內閣改組，與總統奥托·佩雷斯·莫利纳下台。五月初，副總統Roxana Baldetti即已因為受到貪污指控而辭職。瓜地馬拉數週內，已有多位政府高官先後因貪污罪被逮捕[144]。

## 5月31日
- 2015年義大利地方選舉（英语：Italian regional elections, 2015）今日投票[145]。